# Vita Pavlysj
Viktorija Anatolivna Pavlysj (ukrainska: Вікторія Анатоліївна Павлиш), född den 15 januari 1969 i Charkov, Ukrainska SSR, Sovjetunionen, är en före detta friidrottare som tävlade i kulstötning.
Pavlysj första internationella mästerskap var Olympiska sommarspelen 1992 i Barcelona där hon slutade åtta med en stöt på 18,69. 1993 deltog hon vid VM i Stuttgart där hon inte tog sig vidare till finalen. 
1994 blev hon Europamästare sedan hon stött 19,61 i finalen i Helsingfors. Framgången till trots blev VM 1995 i Göteborg en besvikelse för henne då hon bara slutade elva med en stöt på 17,97. Under 1997 blev hon världsmästare inomhus och vid VM utomhus i Aten blev hon tvåa efter Astrid Kumbernuss.
1998 försvarade hon sitt EM-guld då hon vann guld vid EM i Budapest med en stöt på 21,69, en längd som ingen kulstötare sedan dess varit i närheten av (trots detta var stöten ändå nästan en meter kortare än det gällande världsrekordet!). 1999 vann hon ursprungligen VM-guld inomhus men åkte fast för doping med Anabola steroider och stängdes av. Hon var tillbaka till VM i Edmonton 2001 där hon blev bronsmedaljör med en stöt på mer måttliga 19,41. 
Under 2002 blev hon dels Europamästare inomhus och vid EM utomhus i München slutade hon tvåa efter ryskan Irina Korzjanenko. 2003 deltog hon vid VM i Paris där hon blev bronsmedaljör.
2004 vann hon guld vid inomhus VM i Budapest men det visade sig att hon åter hade dopat sig och den 28 maj stängdes hon av på livstid.